# David McMillan (football)
David McMillan, né le 14 décembre 1988 dans le quartier de Templeogue à Dublin en Irlande, est un footballeur professionnel irlandais. Il joue dans le club de Hamilton en prêt de St Johnstone. Avec le Dundalk FC, il a été deux fois champion d'Irlande.

## Biographie
En décembre 2013, David McMillan signe en faveur du Dundalk FC. Lors de sa première saison, il marque 14 buts toutes compétitions confondues, et aide ainsi Dundalk à remporter le doublé championnat - coupe de la Ligue. En 2015, il marque à nouveau 14 buts, et Dundalk remporte un nouveau doublé, championnat - coupe d'Irlande cette fois-ci. 
La saison suivante, il inscrit un total de 21 buts, mais sans remporter de titre.
Le 13 décembre 2017, David McMillan signe un contrat professionnel de deux ans et demi avec les Écossais de St Johnstone Football Club.
Le 31 janvier 2019, il rejoint Hamilton.

## Palmarès
Avec Dundalk
- Championnat d'Irlande
  - Vainqueur en 2014, 2015, 2016 et 2018
- Coupe d'Irlande
  - Vainqueur en 2015
- Coupe de la Ligue
  - Vainqueur en 2014 et 2017

Avec UCD
- First Division (2e niveau national)
  - Vainqueur en 2009

- A Championship
  - Vainqueur en 2008 et 2010
- Collingwood Cup
  - Vainqueur en 2009, 2010 et 2013

Avec St. Patrick's Athletic FC
- Leinster Senior Cup
  - Vainqueur en 2011

Trophée individuel
- Membre de l'équipe de l'année 2016